# Carl Krauch

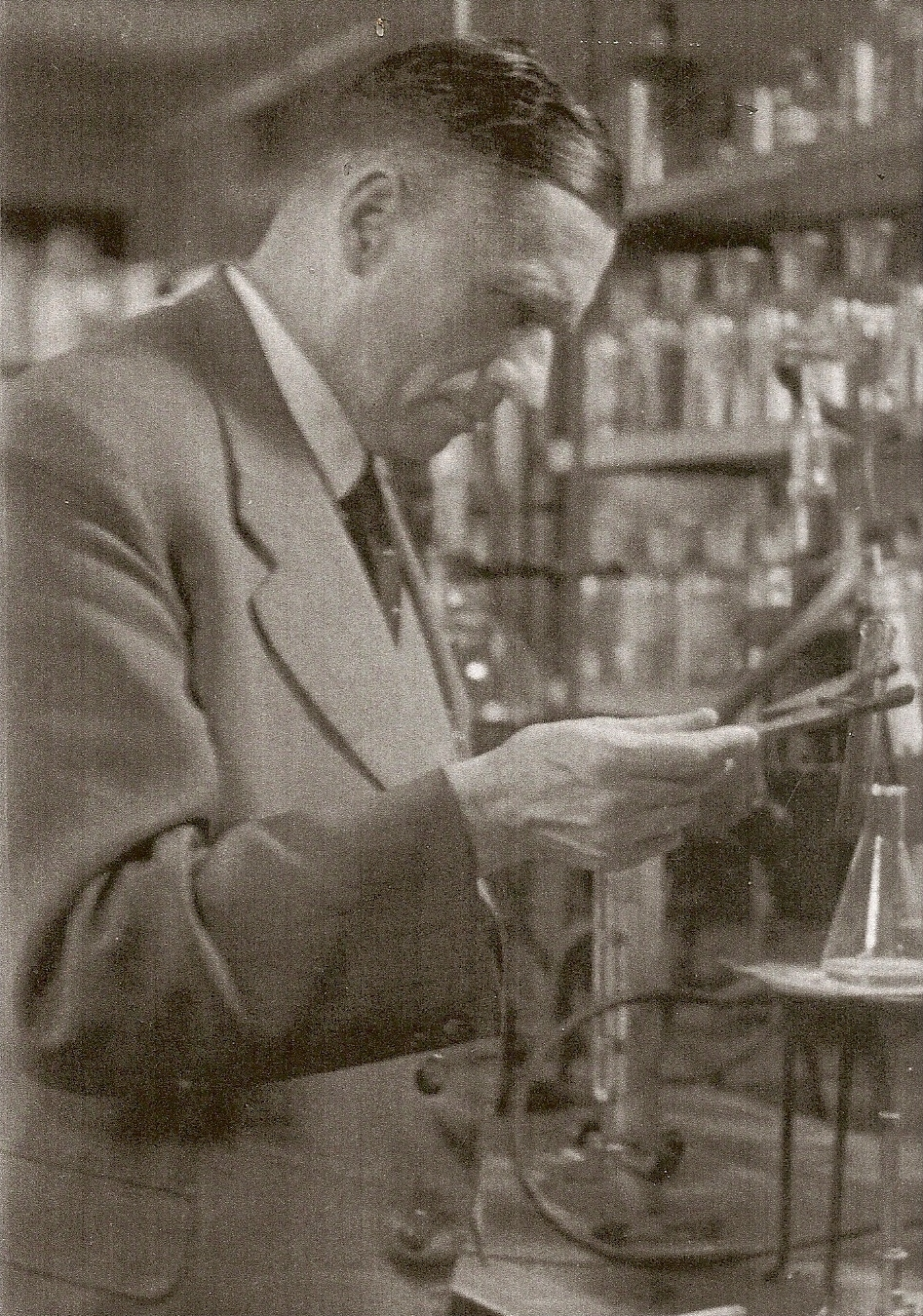
Krauch in einem Labor bei Bayer 1942

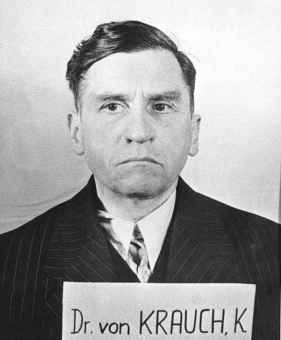
Krauch während der Nürnberger Prozesse; Das „von“ und das „K.“ im Namensschild sind inkorrekt.

Carl Albert Krauch (* 7. April 1887 in Darmstadt; † 3. Februar 1968 in Bühl) war ein deutscher Chemiker, Manager der Chemieindustrie, Wehrwirtschaftsführer im nationalsozialistischen Deutschen Reich und im I.G.-Farben-Prozess von einem US-amerikanischen Militärgericht verurteilter Kriegsverbrecher.

## Leben
Der Sohn des Chemikers Carl Krauch senior studierte ab 1906 Chemie sowie Botanik an der Ludwigs-Universität Gießen und an der Ruprecht-Karls-Universität Heidelberg. Während seines Studiums wurde er 1906 Mitglied der Burschenschaft Alemannia Gießen. Nach der 1911 bei Robert Stollé erfolgten Promotion war er als wissenschaftlicher Mitarbeiter an der Ludwigs-Universität Gießen tätig. Ab 1912 war er bei der BASF beschäftigt. Krauch war nach dem Ausbruch des Ersten Weltkriegs Soldat, kehrte jedoch 1915 als „unabkömmlich“ zur BASF zurück und wurde in den Werken Oppau und Leuna tätig. 1919 erhielt er Prokura und wurde 1922 Geschäftsführer der Ammoniakfabrik in Merseburg. Als Karrieresprung erwies sich sein erfolgreiches Management beim Wiederaufbau nach der Explosion des Oppauer Stickstoffwerkes 1921. Die für den Aufbau erforderlichen rund 10.000 Arbeiter holte er durch Vereinbarungen mit Unternehmen in ganz Deutschland, und nach der sehr kurzen Zeit von drei Monaten konnte wieder produziert werden. Als Dank stieg er in den Vorstand der BASF auf.
Nach Bildung der I.G. Farben 1925 war er zunächst stellvertretendes und ab 1933 ordentliches Vorstandsmitglied. Dieses Amt hatte er bis 1940 inne, als er als Nachfolger von Carl Bosch Aufsichtsratsvorsitzender der I.G. Farben wurde. Er leitete ab 1929 die neu geschaffene Sparte Hochdruck-Chemie und war an der 1930 erfolgten Gründung der Joint American Study Company (Jasco) beteiligt.
Bei der I.G. Farben in Berlin leitete er ab 1935 die Vermittlungsstelle W und war somit für die Koordination zwischen der I.G. Farben und den zuständigen Rüstungsbehörden verantwortlich. Krauch war von 1936 bis 1938 Leiter der Abteilung Forschung und Entwicklung des Amts für deutsche Roh- und Werkstoffe. Am 18. Mai 1937 beantragte er die Aufnahme in die NSDAP und wurde rückwirkend zum 1. Mai desselben Jahres aufgenommen (Mitgliedsnummer 4.353.462). Ab 1939 war er Präsident des Reichsamts für Wirtschaftsausbau im Vierjahresplan und bereits seit 1938 Wehrwirtschaftsführer und Generalbevollmächtigter für Sonderfragen der chemischen Erzeugung im Vierjahresplan. In diesen Positionen arbeitete er maßgeblich den Schnellplan aus, mit dem Deutschland für den Herbst 1939 kriegsbereit gemacht wurde. Seit 1939 war er Mitglied des Präsidiums des Reichsforschungsrats und Mitglied des Aufsichtsrats der Kontinentale Öl-AG. 1939 verlieh ihm Adolf Hitler das Eiserne Kreuz wegen seiner „Siege auf dem Schlachtfeld der deutschen Industrie“. Am 5. Juni 1943 wurde Krauch das Ritterkreuz des Kriegsverdienstkreuzes überreicht.
Krauch forcierte ab 1937 maßgeblich die deutsche Aufrüstung, insbesondere mit Pulver- und Sprengstoffen (Firma Eibia G.m.b.H. für chemische Produkte) und war so „Schlüsselfigur der Verflechtung von NS-Staat und I.G. Farben“. In mehreren ausführlichen Denkschriften und Berechnungen forderte er eine massive Umstellung der deutschen Rüstung auf den Gas-Luftkrieg.
Die Universität Heidelberg verlieh ihm die Ehrendoktorwürde und die Universität Berlin ernannte ihn zum Ehrenprofessor. Zudem war er Senator der Kaiser-Wilhelm-Gesellschaft und Mitglied der Deutschen Akademie für Luftfahrtforschung sowie seit 1942 Mitglied der Deutschen Akademie der Naturforscher Leopoldina und der Heidelberger Akademie der Wissenschaften.
Edmund Geilenberg, der Organisator des Mineralölsicherungsplans, arbeitete mit Carl Krauch zusammen, der für die Chemie zur Herstellung von synthetischem Benzin im Juni 1944 als „Generalbevollmächtigter für Sonderfragen der chemischen Erzeugung“ eingesetzt wurde. Das Konzept, das auch Geilenberg-Programm genannt wurde, sollte die Grundversorgung Deutschlands mit Treibstoff für Kriegszwecke, während der Alliierten Luftoffensive auf die deutsche Treibstoffindustrie, sichern helfen.
Nach Kriegsende wurde Krauch durch die US-Army unter Hausarrest gestellt. Im I.G.-Farben-Prozess wurde er 1948 wegen Versklavung von KZ-Häftlingen zu sechs Jahren Gefängnis verurteilt. Er wurde 1950 vorzeitig aus dem Kriegsverbrechergefängnis Landsberg entlassen und war anschließend Aufsichtsratsmitglied der I.G.-Nachfolgegesellschaft Chemische Werke Hüls AG. Krauch war Zeuge im ersten Frankfurter Auschwitzprozess. Er wohnte in den 1960er Jahren in Falken-Gesäß bei Beerfelden.
Krauch war verheiratet und Vater von fünf Kindern. Sein Sohn Carl Heinrich Krauch (1931–2004) übernahm später die Leitung der Chemische Werke Hüls AG. Ein weiterer Sohn war der Systemanalytiker und Konzeptkünstler Helmut Krauch (1927–2010).

## Literarische Figur
Der Dramatiker Friedrich Wolf schuf 1950 im Drehbuch für den Spielfilm Der Rat der Götter die Figur des Geheimrats Mauch nach dem Vorbild von Krauch.
Im Film Väter und Söhne (1986) spielt Bruno Ganz die Figur Heinrich Beck, in der die Persönlichkeiten von Carl Bosch und Carl Krauch vereint sind und somit auf deren besondere Beziehung eingeht.